# Faro di Eddystone
Il faro di Eddystone, costruito nel 1882, si trova su uno scoglio in mare aperto, circa 25 chilometri a sud-sud-est dalla città di Plymouth, sulla costa meridionale della contea del Devon, in Inghilterra. Quello attuale è il quarto della serie di fari eretti in quel punto, a partire dal 1698, per segnalare la presenza di un gruppo di scogli pericolosi per la navigazione, noti come "Eddystone Rocks". I primi due fari furono distrutti rispettivamente dalla furia di una tempesta e da un incendio, mentre il terzo, di cui è ancora visibile il basamento, è stato smontato e ricostruito a Plymouth come monumento, dove è noto come Smeaton's Tower. Il faro è gestito da Trinity House, l'autorità generale britannica per i fari.

## Storia
Già nel 1664 Trinity House iniziò a studiare il progetto per erigere un faro sugli scogli di Rocce Eddystone, tristemente noti per i numerosi naufragi che vi si erano verificati. Tuttavia le difficoltà tecniche erano notevoli e si poterono iniziare i lavori solo trent'anni più tardi, nel 1696, quando l'armatore Henry Winstanley, che proprio su quegli scogli aveva perso due navi, ottenne la concessione per la costruzione del faro in cambio dei diritti di passaggio delle navi per 5 anni.

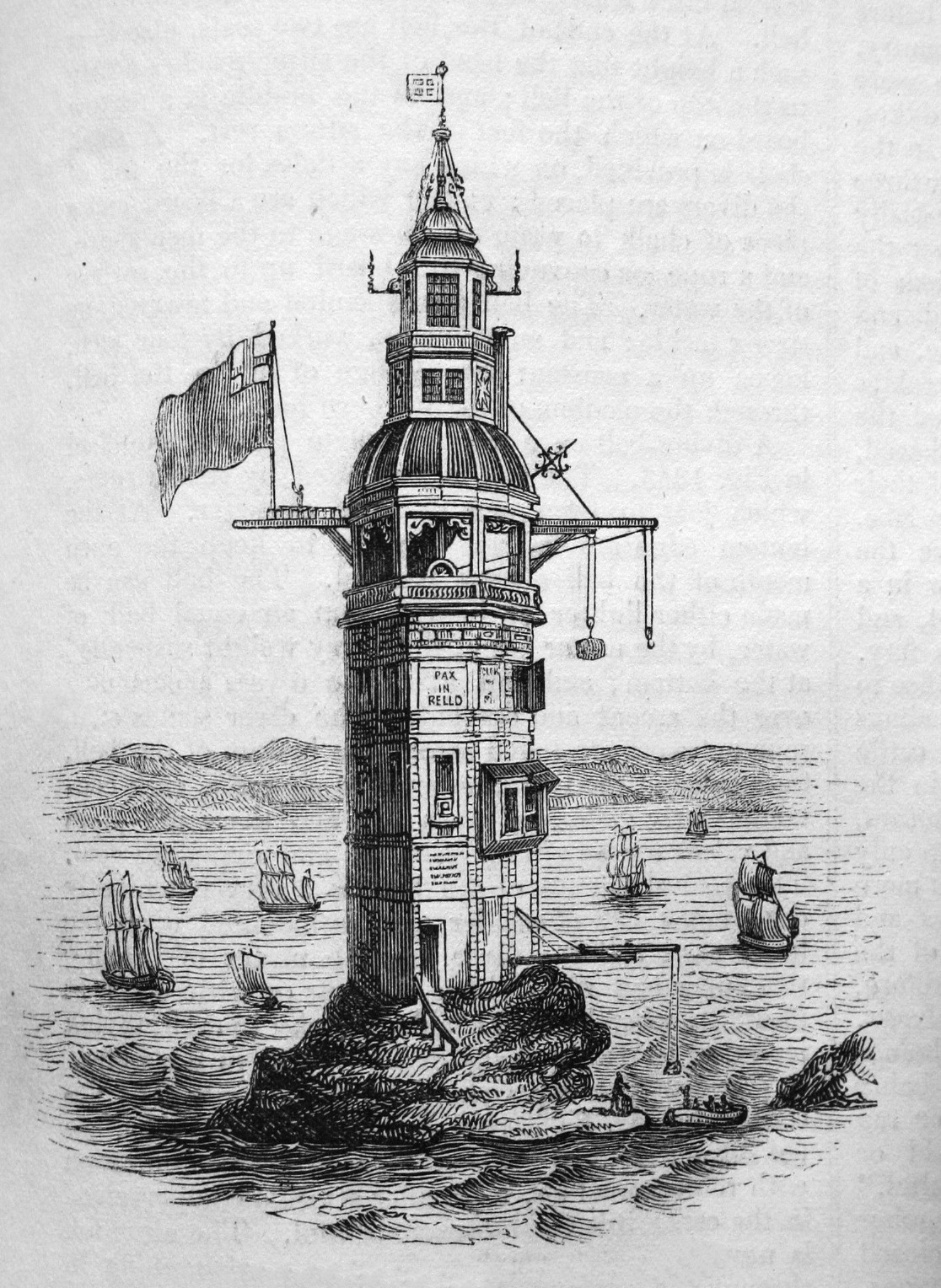
Il faro di Winstanley (1698) ad Eddystone Rock, in una incisione di Henry Roberts del 1761

### Il primo faro
La costruzione durò circa due anni, durante i quali si poté lavorare solo quando il mare era calmo. Inoltre, a complicarne ulteriormente la realizzazione, l'Inghilterra era in guerra con la Francia (guerra dei Nove Anni) e Winstanley, che dirigeva i lavori, venne sequestrato da un corsaro francese e portato come prigioniero in Francia.
L'armatore venne poi liberato, sembra in occasione di uno scambio di prigionieri tra Francia ed Inghilterra. Rimessosi al lavoro, terminò il faro nel 1698 e lo inaugurò il 14 novembre. Questa prima versione consisteva in una torre composta da un basamento di pietra con una sovrastruttura in legno, per un'altezza complessiva di 24 metri. La primavera successiva il faro aveva già bisogno di riparazioni e Winstanley si mise al lavoro. Oltre ad eseguire riparazioni necessarie, rinforzò la base con anelli metallici, portò la lanterna a 36 metri di altezza e ricavò una stanza da letto decorata, una veranda, un salotto ed un loggiato aperto. Nell'ottobre del 1699 il faro venne inaugurato di nuovo dopo i lavori. Il 27 novembre del 1703 Winstanley si recò al faro per un'ispezione di routine e si fermò per la notte con altre persone. Quella notte però si scatenò una tempesta di eccezionale violenza che passò alla storia come la "Grande Tempesta del 1703", che spazzò via il faro con tutti coloro che vi si trovavano all'interno.

### Il secondo faro

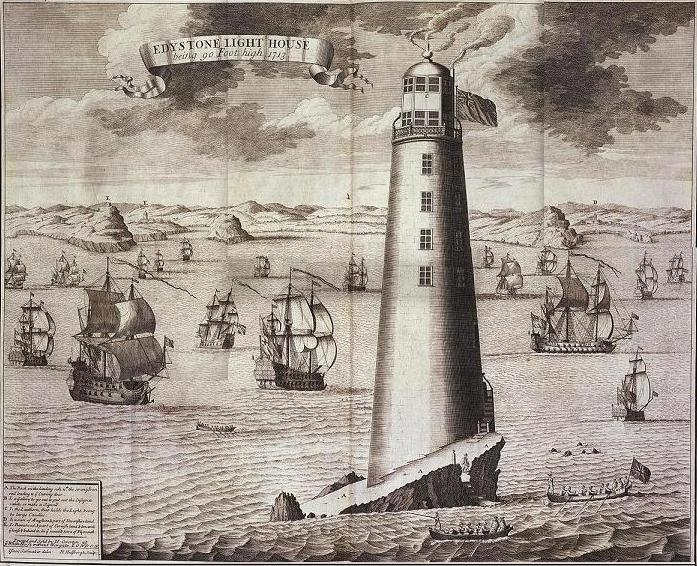
Il faro di Rudyerd (1709) ad Eddystone Rock, in una incisione di Isaac Sailmaker

Qualche anno dopo Trinity House affidò la costruzione del faro al commerciante di seta John Rudyerd, che ottenne in cambio i diritti sul passaggio delle navi per 99 anni. Rudyerd, ispirandosi alla carpenteria navale realizzò una torre conica in legno alta 21 metri che fu ultimata nel 1709 e resse per ben 47 anni. La luce era generata da alcune dozzine di candele poste nella sala della lanterna. Proprio queste candele furono la causa di un incendio che divampò il 2 dicembre 1755 sulla sommità del faro; il capo guardiano Henry Hall e i suoi due aiutanti tentarono di spegnere l'incendio gettando acqua con dei secchi, ma le fiamme distrussero anche il secondo faro, e una colata di piombo fuso causò dopo due settimane la morte di Hall.

### Il terzo faro

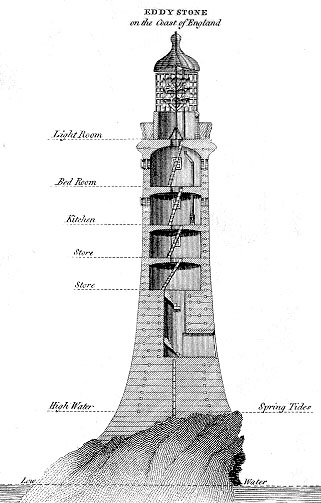
Sezione della terza versione del faro, quella di Smeaton (1759), in un'incisione del 1759 circa

Nel 1756 il Presidente della Royal Society britannica affidò all'ingegnere civile inglese John Smeaton (Whitkirk, Leeds, 1724-1792) l'incarico della costruzione di un nuovo faro ad Eddystone Rock. La torre venne assemblata dapprima sulla terraferma, poi smontata e riassemblata sul posto. I lavori furono ultimati e nell'ottobre del 1759 il nuovo faro fu inaugurato. La torre di Smeaton fu il primo faro costruito con successo su uno scoglio in mare aperto, e si ricorda come una delle più importanti opere ingegneristiche del XVIII secolo. Dopo 120 anni di servizio, furono notate delle crepe nello scoglio su cui poggiava il faro, e ci si rese conto che l'acqua lo stava erodendo da sotto, ponendo la torre in pericolo di crollo.
Il faro fu smontato nel 1870 e ricostruito sulla terraferma a Plymouth, dove, restaurato, è tuttora visitabile. Sul posto è rimasto il basamento, circa 1/3 dell'altezza complessiva, che è ancora visibile accanto al faro attuale.

### Il quarto faro
Senza perdere tempo venne commissionato un nuovo faro: lo scoglio su cui erano stati eretti i primi tre non era più utilizzabile, così l'ingegnere di Trinity House sir James Douglass, già progettista dei fari di Hartland Point e di Longships, realizzò una fondazione a cassone sommerso che poggiava direttamente sul fondale, sulla quale venne eretta una torre in granito che fu ultimata nel 1882. La nuova torre poté beneficiare delle recenti innovazioni tecnologiche: Douglass utilizzò pietre più grandi di quelle usate da Smeaton, con incastri a coda di rondine sia tra le pietre di una stessa fila, sia sopra e sotto con le altre file. L'ultima pietra fu simbolicamente posata dal Duca di Edimburgo Alfredo di Sassonia-Coburgo-Gotha. Quello di Eddystone fu il primo, tra i fari di Trinity House, ad essere automatizzato: fu costruita una piattaforma per l'atterraggio di elicotteri sorretta da una gabbia metallica sopra la lanterna per agevolare l'accesso, ed il 18 maggio 1982 il faro venne riattivato in modalità automatica.

## Ottica e segnale
La luce è generata da una lampada elettrica da 1250 W che genera un fascio di 199 000 candele attraverso l'ottica rotante dotata di lenti di Fresnel di 4º ordine. Il segnale è costituito da due lampi bianchi in un periodo di 10 secondi. Il faro è dotato di un segnale acustico da nebbia con una caratteristica di 3 suoni in un periodo di 60 secondi. L'impianto, automatizzato, è gestito dal centro operativo di Trinity House ad Harwich, nell'Essex.

## Citazioni
Il faro di Eddystone viene citato nel romanzo Moby Dick di Herman Melville nel capitolo XIV intitolato Nantucket ("più solitaria del faro di Eddystone").